# العلوم والتكنولوجيا في البرازيل
دخلت العلوم والتكنولوجيا في البرازيل الساحة الدولية في العقود الأخيرة. وزارة العلوم والتكنولوجيا والابتكار في البرازيل، لها إشراف مباشر على المعهد الوطني لأبحاث الفضاء، والمعهد الوطني لأبحاث الأمازون، والمعهد الوطني للتكنولوجيا. الوزارة مسؤولة أيضًا عن الأمانة العامة لسياسة الكمبيوتر والأتمتة. وزارة العلوم والتكنولوجيا، التي أنشأتها حكومة سارني في مارس 1985، كان يرأسها في البداية شخص مرتبط بالإيديولوجيات القومية في الماضي. على الرغم من أن الوزير الجديد كان قادرًا على رفع ميزانية قطاع العلوم والتكنولوجيا، إلا أنه ظل معزولًا داخل الحكومة ولم يكن له أي تأثير على صنع السياسة للاقتصاد.

## التاريخ
بدأ العلم البرازيلي فعليًا في العقود الأولى من القرن التاسع عشر، عندما وصلت العائلة الملكية البرتغالية، برئاسة جواو السادس، إلى ريو دي جانيرو، هربًا من غزو جيش نابليون للبرتغال في عام 1807. مثل جميع أقاليم ومناطق البلاد تقريبًا العالم الجديد، كانت البرازيل مستعمرة برتغالية، بدون جامعات، وعدد قليل من المنظمات الثقافية والعلمية. كانت المستعمرات الأمريكية السابقة للإمبراطورية الإسبانية، على الرغم من وجود عدد كبير من السكان الأميين مثل البرازيل والبرتغال وإسبانيا، إلا أن لديها عددًا من الجامعات منذ القرن السادس عشر. ربما كانت هذه سياسة متعمدة من القوة الاستعمارية البرتغالية، لأنهم كانوا يخشون أن ظهور الطبقات البرازيلية المتعلمة سيعزز القومية والتطلعات نحو الاستقلال السياسي، كما حدث في الولايات المتحدة والعديد من المستعمرات الإسبانية السابقة في أمريكا اللاتينية. ومع ذلك، طوال قرون من الحكم البرتغالي ، سُمح للطلاب البرازيليين بل وشجعوا على الالتحاق بالتعليم العالي في البر الرئيسي للبرتغال. بالإضافة إلى ذلك، كان سكان البر الرئيسي للبرتغال في ذلك الوقت أيضًا أميين إلى حد كبير وكان لديهم في معظم تلك الفترة جامعة واحدة، جامعة قلمرية، التي علمت البرتغاليين من جميع الإمبراطورية، بما في ذلك من مستعمرة البرازيل.
جرت أولى المحاولات الحاسمة لامتلاك مؤسسة علمية برازيلية في حوالي عام 1783، مع بعثة عالم الطبيعة البرتغالي الكسندر رودريغيز فيريرا، الذي أرسله رئيس وزراء البرتغال، ماركيز بومبال، لاستكشاف وتحديد الحيوانات والنباتات والجيولوجيا البرازيلية. ومع ذلك، فقد مجموعاته لصالح الفرنسيين، عندما غزا نابليون البرتغال، وتم نقلها إلى باريس من قبل إيتيان جوفري سانت هيلار. في عام 1772، حتى قبل إنشاء أكاديمية لشبونة للعلوم (1779)، تم تأسيس واحدة من أولى المجتمعات العلمية في كل من البرازيل والإمبراطورية البرتغالية في ريو دي جانيرو - وهي سوسيداد ساينتيفيكا، ولكنها استمرت حتى عام 1794. أيضًا، في عام 1797، تم تأسيس أول معهد نباتي في سلفادور، باهيا. خلال أواخر القرن الثامن عشر ، تم إنشاء الأكاديمية الملكية للمدفعية والتحصين والتصميم في ريو دي جانيرو عام 1792 من خلال مرسوم صادر عن السلطات البرتغالية كمدرسة للتعليم العالي لتدريس العلوم والهندسة. تم إنشاء وتطوير كل من كليات الهندسة في جامعة ريو دي جانيرو الفيدرالية والمعهد العسكري للهندسة من أقدم كلية هندسة في البرازيل والتي تعد أيضًا واحدة من أقدم المدارس في أمريكا اللاتينية.
أعطى جواو السادس زخما لكل هذه الأشياء من الحضارة الأوروبية للبرازيل. في فترة قصيرة (بين 1808 و 1810)، أسست الحكومة الأكاديمية البحرية الملكية والأكاديمية العسكرية الملكية (كلتا المدرستين العسكريتين)، و مكتبة البرازيل الوطنية، و حديقة ريو دي جانيرو النباتية، و مدرسة الطب والجراحة في باهيا، المعروفة حاليًا بكلية الطب التابعة للجامعة الاتحادية في باهيا ومدرسة الطب والجراحة في ريو دي جانيرو (كلية الطب في الجامعة الاتحادية لريو دي جانيرو).

## التنظيم
البرازيل لديها اليوم منظمة متطورة للعلوم والتكنولوجيا. يتم إجراء البحوث الأساسية إلى حد كبير في الجامعات العامة ومراكز البحوث والمعاهد، وبعضها في المؤسسات الخاصة، لا سيما في المنظمات غير الحكومية غير الهادفة للربح. أكثر من 90٪ من تمويل البحوث الأساسية يأتي من مصادر حكومية. البرازيل هي واحدة من ثلاث دول في أمريكا اللاتينية التي لديها مختبر السنكروترون التشغيلي، وهو مرفق أبحاث للفيزياء والكيمياء وعلوم المواد وعلوم الحياة.
يتم إجراء الأبحاث التطبيقية والتكنولوجيا والهندسة أيضًا إلى حد كبير في قطاع الجامعات ومراكز البحث، على عكس الاتجاهات السائدة في البلدان الأكثر تقدمًا مثل الولايات المتحدة الأمريكية وكوريا الجنوبية وألمانيا واليابان، إلخ.

### أولويات البحث الحكومية

إنفاق الحكومة البرازيلية على البحث والتطوير في البرازيل حسب الهدف الاجتماعي والاقتصادي، 2012.

توليد الكهرباء حسب النوع في البرازيل، 2015.